# Brasão de Florianópolis

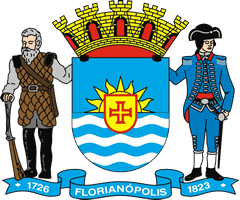
Brasão de Florianópolis

O brasão de Florianópolis é um dos símbolos oficiais do município de Florianópolis, Santa Catarina. Foi instituído em 15 de março de 1976, ano em que a cidade completava duzentos e cinqüenta anos de emancipação político-administrativa.
O brasão é formado por um escudo do tipo português. Sobre o escudo há uma coroa mural de ouro, com três torres completas, ao centro (visíveis), e duas meias torres nas extremidades (sendo 8 no total), que representa o valor de capital de estado. No centro do escudo, um escudete representa a ilha. Os tenentes (como são chamadas as figuras que suportam o escudo), representam, à esquerda,  o bandeirante paulista Francisco Dias Velho, e, à direita, um Oficial do Regimento de Infantaria de Linha da Ilha de Santa Catarina, vestindo o uniforme de gala previsto no Plano de 1786.

## Legislação
O brasão municipal foi criado pela Lei n. 1408, de 15/3/1976.